# Nils Widforss
Nils Widforss, född 3 november 1880 i Stockholm, död 2 maj 1960 i Bromma, var en svensk militär, direktör och gymnast. Widforss representerade Sverige i de olympiska sommarspelen 1906 och 1908 där han var medlem i det vinnande svenska laget i trupptävlan.
Widforss tog officersexamen 1905, blev löjtnant vid Västmanlands trängkår 1907 och kapten vid Göta trängkår 1922. Han var direktör i Mauritz Widforss Handelsaktiebolag 1925-38. Han var också aktiv som skribent, han skrev flera artiklar om läget i Europa efter första världskriget samt om Tysklands ekonomiska situation som publicerades i början av 1920-talet.
Widforss var med och grundade Stockholms sporthandlareklubb och var dess ordförande 1928-38 och var också ordförande i Stockholms dynamithandlareförening 1927-1938. Han var riddare av Svärdsorden och mottog flera medaljer för sina insatser i idrottsvärlden.